# 查利·贝克
小查尔斯·杜安·“查理”·贝克（英語：Charles Duane "Charlie" Baker, Jr, 1956年11月13日—)是一位美国商人及政治家。第72任马萨诸塞州州长，其在2015年1月8日宣誓就职，他曾在两任马萨诸塞州州长任内担任内阁成员，并在Harvard Pilgrim Health Care公司担任CEO超过10年，其曾在2010年作为共和党候选人竞选马萨诸塞州州长，但竞选并不成功。